# Takai Kitō
Takai Kitō (japanisch 高井 几董; geboren  1741 in Kyoto; gestorben 9. Dezember 1789) war ein japanischer Haiku-Poet aus der mittleren Edo-Zeit.

## Leben und Wirken
Takai Kitō führte den Kindheitsnamen war Kohachirō (小八郎). Seine Künstlernamen waren sind Shinmei (晋明), Takashisha (高子舎), Shunyarō (春夜楼), Shunjuan (春秋庵) und Sansei Yohantei (三世夜半亭). Unter der Anleitung seines Vaters Kikei (高井 几圭) begann er sich für Haiku zu interessieren. Er verlor seinen Vater, als er 20 Jahre alt war, und trat mit 30 Jahren in die Schule von Yosa Buson ein.
Als Buson von seinem Lehrer Hayano Hajin (早野 巴人; 1676–1742) den Pavillon Yohan-tei (夜半亭) erbte, beabsichtigte er, den Yohan-tei-Titel (夜半亭号) auf Kitō, den Sohn von Rinkei, zu übertragen. Danach assistierte Kitō Buson und trug zum Höhepunkt des Haikai in dessen Wiederbelebung bei.
Insbesondere Bücher wie „Ake Karasu“ (あけ烏), „Zoku Mei Karasu“ (続明烏) und „Momo sumomo“ (もゝすもゝ) demonstrieren sein Können voll und ganz. Nach Busons Tod verfasste er 1784 eine Gedenksammlung mit dem Titel „Kara Hinoha“ (から檜葉) und stellte „Busons Haiku-Sammlung“ (蕪村句集) zusammen. Obwohl er viele andere Bücher schrieb, ist besonders sein „Kitō Kusho“ (几董句稿)  wertvoll. Er vschrieb daran sein ganzes Leben langseit seinem Eintritt in Schule von Buson, so dass es die Dynamik der Gruppe um den Yohantei vermittelt.